# نوا لانج
نوا لانج (بالهولندية: Noa Lang)‏ (17 يونيو 1998 بهولندا - ) هو لاعب كرة قدم هولندي في مركز الجناح. لعب مع أياكس أمستردام.

## روابط خارجية
- نوا لانج على موقع الاتحاد الأوربي (الإنجليزية)
- نوا لانج على موقع قاعدة بيانات كرة القدم.إي يو (الإنجليزية)
- نوا لانج على موقع ليكيب (الفرنسية)
- نوا لانج على موقع ناشيونال فوتبول تيمز (الإنجليزية)
- نوا لانج على موقع Soccerbase.com (لاعب) (الإنجليزية)
- نوا لانج على موقع Soccerway.com (الإنجليزية)
- نوا لانج على موقع عالم كرة القدم.نت (الإنجليزية)